# Sommarflickan (TV-serie)
För andra betydelser, se Sommarflickan.
Sommarflickan är en svensk dramaserie för ungdomar i sex avsnitt från 1978, producerad av Sveriges Radio Malmö. Serien regisserades av Rune Formare och rollen som flickan Evy Sjöström spelas av Caroline Plüss. Manuset skrevs av Max Lundgren.

## Handling
Femtonåriga Evy kommer som feriebarn till Ann och Bror Karlsson, som bor i ett hus på landet med sonen Roger som har Downs syndrom. Sociala myndigheter har placerat Evy där, eftersom hon "är i stort behov av miljöombyte". Evy lär känna Janne, och när ett rånöverfall begås i trakten pekar offret ut dem som förövarna. Evy och Janne simmar ut till en ö i badsjön för att hålla sig undan polisen. Bror Karlsson är övertygad om de bådas oskuld, men Ann ansätts av tvivel.

## Om serien
Max Lundgren baserade seriens manus på sin roman med samma namn från 1971, och manuset till radioserien från 1972 med Pia Garde i huvudrollen. Inspelningarna gjordes sommaren 1977 i Södra Vi med omnejd, regissören Rune Formares barndomstrakt. Serien består av sex halvtimmesavsnitt och premiärvisades i SR TV1 mellan 4 mars och 8 april 1978 och reprissändes mellan 28 februari och 4 april 1981.